# Умбрия
У́мбрия (итал. Umbria) — регион Италии, большую часть которого занимает провинция Перуджа.
Административный центр — город Перуджа. Площадь — 8456 км². Население — 886 239 человек (2013), причём около 650 тысяч проживают в провинции Перуджа.

## История
Регион назван в честь умбров, древнего италийского народа, который был поглощен экспансией римлян. Современные границы Умбрии были установлены в 1927 году, когда была создана провинция Терни и произошло отделение провинции Риети, которая была включена в Лацио.
Древняя Умбрия (греч. ή Όμβριχή) была страной (краем) средней Италии, славившимся сильным скотом и плодами. В северо-западной её части омывалась Адриатическим морем, береговая полоса у моря называлась Галльское поле (ager Gallicus) и была приморской страной, в которой жили сеноны, а на севере река Рубикон отделяла страну от Циспаданской Галлии, на западе река Тибр отделяла страну от Этрурии, на юге и востоке река Нар отделяла страну от Сабинской области, а река Аэзис от Пиценской области.

## Физико-географическая характеристика
Граничит на западе с Тосканой, на востоке с Марке и на юге с Лацио.
На западе Умбрии расположено озеро Тразимено, а на востоке горы: Умбро-Маркские Апеннины, там же на границе с Марке расположена высочайшая точка Умбрии — гора Ветторе высотой 2476 м. Самая низкая точка — 96 метров над уровнем моря расположена в провинции Терни на границе с Лацио в долине реки Тибр. Также в провинции Терни расположен водопад делле-Марморе, суммарная высота которого достигает 165 метров.

### Климат
Климат Умбрии — континентальный, с жарким летом и прохладной зимой. Впрочем, в западной части области климат более мягкий. В Перудже средняя температура января составляет +1,6 °С, июля +21,6 °С.

## Административное деление
Административно область Умбрия поделена на две провинции:
| Провинция | Площадь, км² | Население, чел. (2010) | Плотность, чел./км² | Число коммун |
| --------- | ------------ | ---------------------- | ------------------- | ------------ |
| Перуджа   | 6334         | 674 852                | 106,54              | 59           |
| Терни     | 2122         | 234 515                | 110,52              | 33           |
| Всего     | 8456         | 909 367                | 107,54              | 92           |

## Экономика
В 2018 году ВВП Умбрии составил 22 500 млн евро, что приблизительно равно 1,1 % от ВВП Италии.
ВВП на душу населения — 24 400 евро, что значительно уступает североитальянским регионам, например в Ломбардии этот показатель равен 39 700 евро.
Безработица в 2020 году составляла 8,2 %
Важные отрасли экономики — сельское хозяйство (оливки, виноград, табак), туризм, пищевая, легкая промышленность и черная металлургия.

### Сельское хозяйство
В Умбрии, в основном, выращивают маслины, виноград, пшеницу, подсолнечник, сахарную свеклу и табак.
Умбрия — крупнейший производитель табака в Италии.
В Норчии и Сполето собирают черный трюфель, по сборам которого Умбрия занимает одно из лидирующих мест в мире.

### Промышленность
В Терни расположен крупный металлургический завод ThyssenKrupp Acciai Speciali Terni (ит.), который производит нержавеющую сталь, стальные листы с органическим покрытием, трубы и поковки.

### Пищевая промышленность
- кондитерская представлена фирмой Нестле-Перуджина
- винодельческая, имеется множество мелких предприятий, 2 вина имеют статус DOCG: Монтефалько Сагрантино (ит.) и Торджано Россо Ризерва (ит.).
- маслобойно-жировая промышленность производит высококачественное оливковое масло
- мясная в Норчии, где производят ветчину «Прошутто ди Норча» и салями «Кораллина ди Норча»
- розлив минеральной воды

### Легкая промышленность
- в Умбрии производится искусственная замша «Алькантара»
- также Умбрия знаменита кашемиром, производимым компанией «Брунелло Кучинелли» (ит.)

### Туризм
В области развит внутренний туризм.
Основные туристические города Умбрии — Перуджа, Терни, Сполето, Губбио, Ассизи, Орвието и Нарни. 